# Dimeria blatteri
Dimeria blatteri är en gräsart som beskrevs av Norman Loftus Bor. Dimeria blatteri ingår i släktet Dimeria och familjen gräs. Inga underarter finns listade i Catalogue of Life.